# Швеция на зимних Олимпийских играх 1976
Швеция принимала участие в Зимних Олимпийских играх 1976 года в Инсбруке (Австрия) в двенадцатый раз за свою историю, и завоевала две бронзовые медали.

## Состав сборной
Швецию представляли 39 спортсменов: 9 женщин и 30 мужчин, они соревновались в 7 видах спорта. Самой юной участницей шведской сборной была 18-летняя лыжница Мария Раутио.
Самым старшим участником был 45-летний бобслеист Карл-Эрик Эрикссон, он же был знаменосцем сборной.

## Медали
Бронза
- Горнолыжный спорт, Гигантский слалом, мужчины — Ингемар Стенмарк.
- Лыжные гонки, 50 км, мужчины — Бенни Сёдергрен[2].

## Результаты по видам спорта

### Биатлон
Соревнования по биатлону среди мужчин проходили в Зефельде. 6 февраля была индивидуальная гонка на 20 км, 13 февраля — эстафета 4 х 7,5 км. 
Мужчины
| Дистанция | Спортсмен           | Время      | Штрафы | Поправленное время1 | Место |
| --------- | ------------------- | ---------- | ------ | ------------------- | ----- |
| 20 км     | Торстен Вадман      | 1’15:20.34 | 15     | 1’30:20.34          | 48    |
| 20 км     | Ларс-Йоран Арвидсон | 1’13:34.37 | 5      | 1’18:34.37          | 10    |
| 20 км     | Суне Адольфссон     | 1’16:00.50 | 2      | 1’18:00.50          | 8     |

1 Одна минута добавляется за каждый близкий промах (попадание во внешнее кольцо), две минуты добавляются за полный промах.
Мужская эстафета 4 x 7,5 км
| Спортсмены                                                       | Результат | Результат  | Результат |
| Спортсмены                                                       | Промахи2  | Время      | Место     |
| ---------------------------------------------------------------- | --------- | ---------- | --------- |
| Матс-Оке Ланц Торстен Вадман Суне Адольфссон Ларс-Йоран Арвидсон | 8         | 2’08:46.90 | 8         |

2За каждую пропущенную цель спортсмен проходит штрафной круг длиной 200 метров.
| Место | Страна              | Биатлонист | Стрельба | Стрельба | Стрельба | Этап  | Этап       | Гонка     | Гонка    | Отставание от лидера |
| ----- | ------------------- | ---------- | -------- | -------- | -------- | ----- | ---------- | --------- | -------- | -------------------- |
| Место | Страна              | Биатлонист | Лёжа     | Стоя     | Всего    | Время | Место      | Время     | Место    | Отставание от лидера |
|       |                     |            |          |          |          |       |            |           |          |                      |
| 8     | Швеция              |            | 1        | 7        | 8        |       |            | 2:08:46.9 |          | 10:51.26             |
| 8     |                     |            |          |          |          |       |            |           |          |                      |
| 8     | Матс-Оке Ланц       | 0          | 3        | 3        | 32:44.58 | 9     | 32:44.58   | 9         | 2:57.14  |                      |
| 8     | Торстен Вадман      | 1          | 2        | 3        | 32:45.74 | 11    | 1:05:30.32 | 10        | 5:26.9   |                      |
| 8     | Суне Адольфссон     | 0          | 2        | 2        | 31:59.45 | 8     | 1:37:29.77 | 10        | 8:20.74  |                      |
| 8     | Ларс-Йоран Арвидсон | 0          | 0        | 0        | 31:17.13 | 6     | 2:08:46.9  | 8         | 10:51.26 |                      |

### Бобслей
Соревнования двухместных экипажей в бобслее прошли 6 и 7 февраля на санно-бобслейной трассе в Игльсе.
Соревнования четырёхместных экипажей прошли 13 и 14 февраля там же. Победитель определялся на основании четырёх заездов.
| Боб   | Спортсмены                                             | Соревнование       | 1 заезд | 1 заезд | 2 заезд | 2 заезд | 3 заезд | 3 заезд | 4 заезд | 4 заезд | Итог        | Итог           |
| Боб   | Спортсмены                                             | Соревнование       | Время   | Место   | Время   | Место   | Время   | Место   | Время   | Место   | Общее время | Итоговое место |
| ----- | ------------------------------------------------------ | ------------------ | ------- | ------- | ------- | ------- | ------- | ------- | ------- | ------- | ----------- | -------------- |
| SWE-1 | Карл-Эрик Эрикссон Кент Рённ                           | Мужчины — двойки   | 57.09   | 10      | 57.20   | 9       | 57.16   | 9       | 56.96   | 8       | 3:48.41     | 9              |
| SWE-1 | Карл-Эрик Эрикссон Ян Юханссон Лейф Юханссон Кент Рённ | Мужчины — четвёрки | 56.12   | 17      | 56.48   | 16      | 56.87   | 13      | 57.65   | 16      | 3:47.12     | 16             |

### Горнолыжный спорт
Соревнования прошли с 5 по 13 февраля, Швецию представляли только мужчины, выступавшие в двух дисциплинах. Соревнования по слалому и гигантскому слалому проходили возле деревни Аксамер Лицум. Эти соревнования одновременно считались соревнованиями 24 чемпионата мира по горнолыжному спорту. Ингемар Стенмарк, которому не было тогда и 20 лет, завоевал «бронзу» в гигантском слаломе: неудачно выступив в первой попытке, показал лучший результат во второй, что и позволило в итоге занять третье место.
Мужчины
| Спортсмены          | Соревнование      | 1 попытка | 1 попытка | 2 попытка      | 2 попытка | Итог           | Итог  |
| Спортсмены          | Соревнование      | Время     | Место     | Время          | Место     | Время          | Место |
| ------------------- | ----------------- | --------- | --------- | -------------- | --------- | -------------- | ----- |
| Гудмунд Сёдерин     | Гигантский слалом | 1:50.94   | 33        | не финишировал | -         | не финишировал | -     |
| Стиг Странд         | Гигантский слалом | 1:48.63   | 22        | 1:45.03        | 10        | 3:33.66        | 12    |
| Ян Торстен Якобссон | Гигантский слалом | 1:48.26   | 17        | не финишировал | -         | не финишировал | -     |
| Ингемар Стенмарк    | Гигантский слалом | 1:46.51   | 8         | 1:40.90        | 1         | 3:27.41        | 3     |
| Гудмунд Сёдерин     | Слалом            | 1:05.60   | 25        | не финишировал | -         | не финишировал | -     |
| Ян Торстен Якобссон | Слалом            | 1:04.21   | 21        | 1:07.03        | 18        | 2:11.24        | 17    |
| Стиг Странд         | Слалом            | 1:03.27   | 16        | 1:05.81        | 9         | 2:09.08        | 12    |
| Ингемар Стенмарк    | Слалом            | 1:02.34   | 9         | не финишировал | -         | не финишировал | -     |

### Прыжки с трамплина
| Спортсмен          | Соревнование        | 1 прыжок  | 1 прыжок | 2 прыжок  | 2 прыжок | Итог  | Итог  |
| Спортсмен          | Соревнование        | Дистанция | Очки     | Дистанция | Очки     | Очки  | Место |
| ------------------ | ------------------- | --------- | -------- | --------- | -------- | ----- | ----- |
| Одд Арне Брандсегг | Нормальный трамплин | 74.0      | 99.2     | 76.0      | 105.4    | 204.6 | 41    |
| Томас Лундгрен     | Нормальный трамплин | 74.0      | 100.7    | 70.0      | 87.3     | 188.0 | 51    |
| Одд Арне Брандсегг | Большой трамплин    | 88.5      | 96.9     | 80.0      | 84.5     | 181.4 | 25    |

### Конькобежный спорт
Мужчины
| Дистанция | Спортсмен        | Результат | Результат |
| Дистанция | Спортсмен        | Время     | Место     |
| --------- | ---------------- | --------- | --------- |
| 500 м     | Йохан Гранат     | 40.25     | 13        |
| 500 м     | Улоф Гранат      | 39.93     | 9         |
| 500 м     | Матс Валльберг   | 39.56     | 4         |
| 1000 м    | Бернт Янссон     | 1:30.27   | 31        |
| 1000 м    | Йохан Гранат     | 1:22.63   | 13        |
| 1000 м    | Матс Валльберг   | 1:21.27   | 7         |
| 1500 м    | Матс Валльберг   | 2:08.72   | 22        |
| 1500 м    | Леннарт Карлссон | 2:04.76   | 17        |
| 1500 м    | Дан Юханссон     | 2:04.73   | 16        |
| 5000 м    | Дан Юханссон     | 8:12.37   | 25        |
| 5000 м    | Леннарт Карлссон | 7:53.02   | 16        |
| 5000 м    | Эрьен Сандлер    | 7:39.69   | 8         |
| 10000 м   | Леннарт Карлссон | 15:53.89  | 13        |
| 10000 м   | Эрьен Сандлер    | 15:16.21  | 5         |

Женщины
| Дистанция | Спортсменка        | Результат | Результат |
| Дистанция | Спортсменка        | Время     | Место     |
| --------- | ------------------ | --------- | --------- |
| 500 м     | Сильвия Филипссон  | 45.97     | 22        |
| 500 м     | Анн-Софи Йернстрём | 44.49     | 13        |
| 1000 м    | Анн-Софи Йернстрём | 1:32.06   | 14        |
| 1500 м    | Сильвия Филипссон  | 2:22.42   | 14        |
| 3000 м    | Сильвия Филипссон  | 4:48.15   | 6         |

### Санный спорт
Соревнования прошли с 4 по 7 февраля на санно-бобслейной трассе в австрийской деревне Игльс недалеко от Инсбрука. Были разыграны три комплекта наград: на одноместных и двухместных санях среди мужчин и одноместных санях среди женщин.
Мужчины
| Спортсмены        | 1 заезд | 1 заезд | 2 заезд | 2 заезд | 3 заезд | 3 заезд | 4 заезд | 4 заезд | Итог     | Итог  |
| Спортсмены        | Время   | Место   | Время   | Место   | Время   | Место   | Время   | Место   | Время    | Место |
| ----------------- | ------- | ------- | ------- | ------- | ------- | ------- | ------- | ------- | -------- | ----- |
| Нильс Винберг     | 54.916  | 24      | 54.494  | 23      | 54.640  | 26      | 54.429  | 23      | 3:38.479 | 21    |
| Михаэль Ердебек   | 54.662  | 22      | 53.887  | 18      | 53.701  | 20      | 53.898  | 18      | 3:36.148 | 17    |
| Стефан Кьернхольм | 54.382  | 18      | 53.495  | 12      | 53.502  | 18      | 53.611  | 15      | 3:34.990 | 15    |

Двойки (мужчины)
| Спортсмены                    | 1 заезд | 1 заезд | 2 заезд | 2 заезд | Итог     | Итог  |
| Спортсмены                    | Время   | Место   | Время   | Место   | Время    | Место |
| ----------------------------- | ------- | ------- | ------- | ------- | -------- | ----- |
| Михаэль Ердебек Нильс Винберг | 44.958  | 17      | 44.259  | 13      | 1:29.217 | 14    |

Женщины
| Спортсменки        | 1 заезд | 1 заезд | 2 заезд | 2 заезд | 3 заезд | 3 заезд | 4 заезд | 4 заезд | Итог     | Итог  |
| Спортсменки        | Время   | Место   | Время   | Место   | Время   | Место   | Время   | Место   | Время    | Место |
| ------------------ | ------- | ------- | ------- | ------- | ------- | ------- | ------- | ------- | -------- | ----- |
| Агнета Линдскуг    | 46.050  | 23      | 44.581  | 14      | 44.771  | 17      | 44.541  | 15      | 2:59.943 | 18    |
| Вероника Хольмстен | 44.751  | 15      | 44.635  | 15      | 44.456  | 15      | 44.766  | 16      | 2:58.608 | 15    |

### Лыжные гонки
Свен-Оке Лундбек
Ева Ульссон